# 西蒙·梅森
西蒙·梅森（英語：Simon Mason，1973年3月30日—），英国男子曲棍球运动员。他曾代表英国参加1998年英联邦运动会曲棍球比赛，获得一枚铜牌。他也曾参加1996年、2000年和2004年夏季奥林匹克运动会。